# Sila (apostolo)
Sila (... – I secolo) è stato un membro insigne della comunità di Gerusalemme e compagno di Paolo di Tarso nei suoi viaggi di evangelizzazione. Sembra che, come Paolo, beneficiasse della condizione di cittadino romano.
Il nome Sila (in greco Σιλας) è forse una forma abbreviata greca di Silvano, nome col quale viene chiamato nelle epistole di Paolo e di Pietro.

## Agiografia
Sila e Giuda, detto Barsabba, furono scelti per accompagnare Paolo e Barnaba ad Antiochia dove avrebbero dovuto comunicare alla comunità cristiana di quella città le decisioni che erano state appena prese al concilio di Gerusalemme. Secondo talune versioni, Sila non tornò a Gerusalemme con Barsabba, ma si fermò ad Antiochia.
Paolo, separandosi da Barnaba, prese con sé Sila. Sila era a fianco di Paolo in occasione dell'incidente di Filippi in Macedonia: Paolo aveva liberato una schiava da uno spirito che la possedeva, ma i suoi padroni, che traevano profitto dalla sua pazzia che la faceva profetare, fecero gettare in prigione i missionari. Quella notte i detenuti furono miracolosamente liberati, riuscendo anche a convertire i loro carcerieri.
Sila condivise le sofferenze di Paolo anche a Tessalonica dove, dopo avere convertito alcuni ebrei, furono entrambi inseguiti fino alla casa di Giasone, che li ospitava, e a stento riuscirono a sottrarsi ai loro persecutori. Con Paolo, Sila raggiunse Berea e insieme conquistarono numerosi adepti. Ma gli ebrei di Tessalonica continuavano a perseguitarli. Paolo partì per Atene lasciando a Tessalonica Sila, nel frattempo raggiunto da Timoteo: i due avevano ricevuto l'istruzione di raggiungerlo il più presto possibile.
A Corinto Sila si troverà ancora a fianco dell'Apostolo: il suo nome compare accanto di quello di Paolo nei saluti da questi indirizzati da Corinto alla Chiesa di Tessalonica. A questo punto, perdiamo le sue tracce. Ricompare parecchi anni più tardi, intorno al 62-64 a fianco di Pietro apostolo come latore e probabilmente segretario redattore della lettera che Pietro indirizzò alle comunità dell'Asia Minore. Adolf von Harnack ha avanzato l'ipotesi che possa essere l'autore della Lettera agli Ebrei.

## Culto
È commemorato 13 luglio dalla Chiesa cattolica, il 26 gennaio da quella luterana, il 30 luglio da quella ortodossa.